# 条斑爬岩鳅
条斑爬岩鳅（学名：Beaufortia zebroidus or Beaufortia zebroida）为腹吸鰍科爬岩鳅属的鱼类，是中国的特有物种，分布於中國廣西。學名的中文名稱常被錯誤標記成秉氏爬岩鰍（Beaufortia pingi）造成兩種物種上的混淆。
其种加词“ zebroida”像斑馬的。也称綠斑馬吸鳅。